# エレニ・パレオロギナ (セルビア専制公妃)
エレニ・パレオロギナ（ギリシア語: Ελένη Παλαιολογίνα 1431年 - 1473年11月7日）またはイェレナ・パレオログ（セルビア語: Јелена Палеолог/Jelena Paleolog）は、モレアス専制公ソマス・パレオロゴスの娘、最後のビザンツ皇帝コンスタンティノス11世パレオロゴスの姪。セルビア専制公ラザル・ブランコヴィチと結婚した。ブランコヴィッチが1458年に死去し、翌1459年6月20日に首都スメデレヴォがオスマン帝国に攻められ陥落した後、イェレナはセルビアからレフカダ島へ亡命し、カトリックに改宗した。後に修道女となり、ヒポモナ（Хипомона, υπομονή ギリシア語で「忍耐強い」の意）という通称で呼ばれた。

## 家族
1431年、エレニはモレアス専制公ソマス・パレオロゴスとアカイア公女カテリーナ・ザッカリアの長女としてモレアスに生まれた。後に2人の弟アンドレアスとマヌエル、1人の妹ゾイ（モスクワ大公イヴァン3世の妃）が生まれている。母方の祖父母は最後のアカイア公チェントゥリオーネ2世アサン・ザッカリアとCreusa Toccoである。従姉に同名のキプロス王妃エレニ・パレオロギナがいる。

## 結婚と子女
1446年10月、エレニはペロポネソス半島のグラレンツァを発ちセルビア専制公国の首都スメデレヴォに向かい、専制公ジュラジ・ブランコヴィチの息子ラザル・ブランコヴィチと結婚した。1456年12月24日、ラザルがジュラジから専制公位を継承したのに伴い、エレニは専制公妃となった。夫婦の間に生まれた子のうち、夭折せず生き残った娘が3人いる。
- イェレナ (1447年 - 1498年　結婚に伴いマリアと改名) ：後のボスニア王スティエパン・トマシェヴィチと結婚した[4]。
- ミリツァ (1464年没)：最後のエピロス専制侯レオナルド3世トッコと結婚し、息子を生んだ際に死亡。
- イェリナ：アルバニアのジョン・カストリオティ2世の妻。

## セルビア統治
ラザルが在位わずか1年で死去したのち、大貴族のミハイロ・アンジェロヴィチが専制公国の評議会を率いることになり、事実上のセルビアの支配者（ヴォイヴォダ）となった。イェレナも、義兄スティエパン・ブランコヴィチと共に事実上の統治者の座に就いた。しかし1458年、オスマン帝国がスメデレヴォに侵攻した際、地元のセルビア人反乱勢力がアンジェロヴィチを捕らえた。イェレナは自身の地位を固めるべくボスニア王スティエパン・トマシュと同盟しようと考え、1459年4月1日にその長男スティエパン・トマシェヴィチのもとに長女エレニ（マリアと改名）を嫁がせた。
1459年6月20日、オスマン帝国軍の総攻撃によりスメデレヴォは陥落した。これによりセルビア専制公国は滅亡した。イェレナは脱出して、1462年4月にラグーサ（現ドゥブロヴニク）に来て一年を過ごした。この間に娘ミリツァの結婚を取りまとめている。1463年6月、イェレナはコルフ島に移った。彼女の故国であるモレアス専制公領も1460年に滅びており、母や兄弟もコルフ島に亡命していた。最終的にイェレナはレフカダ島に身を落ち着けて修道女となり、ヒポモナと名乗った。1473年11月7日、同地で死去。